# Sipacate
Sipacate – miejscowość wypoczynkowa i gmina na wybrzeżu Pacyfiku w Gwatemali, w departamencie Escuintla, około 22 mil (36 km) na zachód od Puerto San José. Jest promowanym miejscem do surfowania. Na wschód od miasta znajduje się Park Narodowy Sipacate-Naranjo. Według Spisu Powszechnego z 2018 roku gmina liczy 16,2 tys. mieszkańców. Zamieszkana jest głównie przez Ladino (15,8 tys.) i Majów (371 osób).